# 中川村 (神奈川県足柄上郡)
中川村（なかがわむら）は、神奈川県足柄上郡に存在した村。現在の山北町北部に位置した。

## 地理
- 山 ： 大界木山、城ヶ尾山、菰釣山
- 川 ： 中川川

## 歴史
- 1889年（明治22年）4月1日 - 町村制の施行により、中川村が単独村制。玄倉村、世附村との町村組合が発足し、組合役場を大字中川に設置。
- 1909年（明治42年）4月1日 - 玄倉村、世附村と合併して三保村が発足。同日中川村廃止。